# قضية بورتيلو كاسيريس ضد الباراغواي
قضية بورتيلو كاسيريس ضد باراغواي (البلاغ رقم 2751/2016) هي قضية بتت فيها لجنة حقوق الإنسان التابعة للأمم المتحدة في عام 2019.
بدأت القضية من قبل مجموعة من المزارعين في باراغواي الذين كانوا يعيشون بجوار مزارع فول الصويا التي كانت تستخدم مواد كيماوية زراعية غير قانونية. وقد أدى التلوث الناجم عن ممارسات الإهمال إلى آثار صحية سلبية، بما في ذلك وفاة أحد المزارعين، روبين بورتيلو كاسيريس، وتسمم 22 آخرين، فضلاً عن الآثار السلبية على سبل عيش الأسر التي تعيش في المنطقة. على الرغم من التحقيق الذي أجراه المسؤولون المحليون والولائيون في العثور على أدلة على ارتكاب مخالفات، لم تنفذ الدولة تدابير حماية البيئة واستمر إطلاق كميات كبيرة من المواد الكيميائية السامة بالقرب من منازل الضحايا.
حكمت اللجنة لصالح المزارعين ،في قرار صدر في 9 أغسطس 2019 ووجدت أن حقوقهم في الحياة والخصوصية والحياة الأسرية والإقامة قد انتهكت، وأن باراغواي لم تطالب بشكل كاف بالامتثال للوائح البيئية أو إصلاح الضرر الناجم عن ذلك. Portillo Cáceres v Paraguay هي قضية محكمة بارزة في اللوائح الدولية للمواد السامة. وهذه هي المرة الأولى التي تعترف فيها لجنة حقوق الإنسان التابعة للأمم المتحدة بأن فشل الدولة في اتخاذ إجراءات ضد الأضرار البيئية يمكن أن ينتهك التزاماتها بموجب العهد الدولي الخاص بالحقوق المدنية والسياسية. كانت باراغواي أول دولة في العالم تدينها لجنة حقوق الإنسان لوفاة شخص من جراء التسمم بمبيدات الآفات.

## خلفية
إن الأراضي الصالحة للزراعة في باراغواي مخصصة للإنتاج الزراعي لسلع مثل فول الصويا والذرة والقطن بنسبة 94٪. تعد باراغواي سابع أكبر منتج في العالم لفول الصويا المعدل وراثيًا، وهو محصول يُدخن بشكل متكرر بمبيدات الآفات مثل البيفنثرين والكلوربيريفوس والباراكوات والأترازين. تضاعف استيراد مبيدات الآفات إلى باراغواي أربع مرات تقريبًا 2011 و 2013، من 8.8 إلى 32.4 مليون لتر.
ييروتي هي مستعمرة فلاحية أسستها باراغواي في عام 1991 على أرض تنازل عنها وزير التعليم للديكتاتور ألفريدو ستروسنر كتعويض عن اختلاس الأموال العامة. في حين أن المستعمرة التي تبلغ 2,212-هكتار (5,470-أكر) تحتوي على 223 قطعة أرض، لم يكن هناك سوى 34 عقارًا مسجلاً بحلول عام 2019، مع احتلال حقول فول الصويا الصناعية للأراضي العامة غير المفرزة. على الرغم من الإصلاحات الزراعية التي تهدف إلى منع هذه الممارسة، تباع الكثير من الأراضي أو تؤجر لمزارع فول الصويا التي يديرها البرازيليون والبرازيغواي. أثر الاستخدام الواسع للكيماويات الزراعية في ييروتي على الظروف المعيشية والاقتصادات المحلية وصحة السكان. أدى تلوث طبقات المياه الجوفية ومصادر المياه إلى جعل مجاري ييروتي وكويرو غير صالحين للصيد. كما عانى السكان من تدهور محاصيلهم وفقدان أشجار الفاكهة ونفوق مواشيهم.

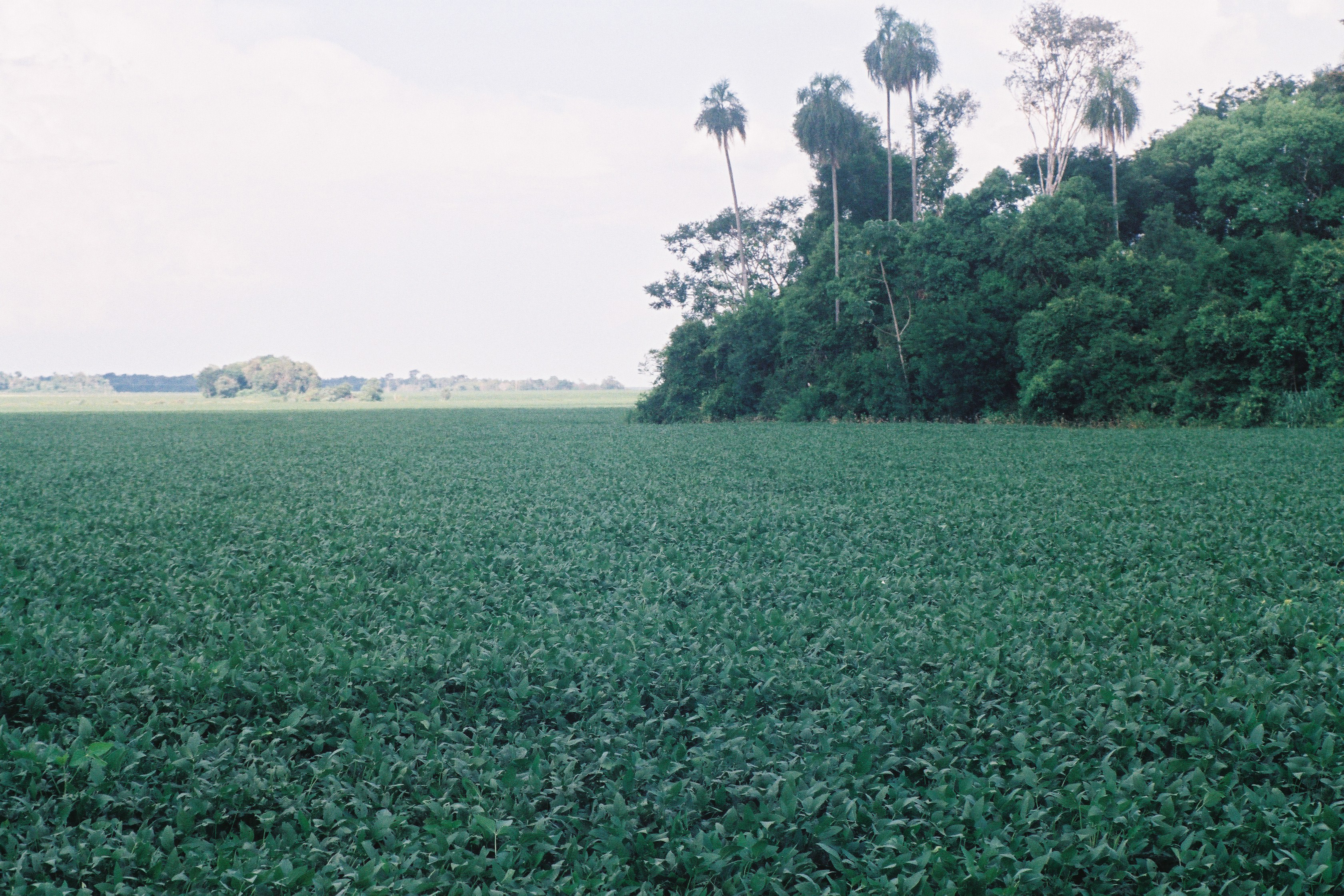
حقل فول الصويا في باراغواي

## حادث تسمم بالمبيدات

موقع قسم كانينديو في باراغواي

روبين بورتيو كاسيريس، مزارع يبلغ من العمر 26 عامًا من قرية كولونيا ييرتي في مقاطعة كانينديو في شرق باراغواي، عاش مع أسرته في ممتلكات مجاورة لحقول فول الصويا المعدلة وراثيًا في كوندور اكريكولا و هيرمانوس غاليرا. خلال موسم تبخير فول الصويا في بداية عام 2011، أصيب روبين بالمرض، حيث عانى من الصداع والقيء والإسهال. توفي بعد ثلاثة أيام، في 6 يناير 2011 بينما كان في طريقه إلى المستشفى في كوروغواتي. حددت وفاته نتيجة المستويات السامة للمبيدات الحشرية في نظامه. كما أصيب 22 شخصًا آخر من سكان القرية بالمرض، بمن فيهم ابن بورتيلو كاسيريس البالغ من العمر عامين، وجميعهم نُقلوا إلى المستشفى.

## تحقيق
جمعت مديرة مستشفى كوروغواتي أنجي دوارتي بعد وفاة روبين وحادث التسمم الجماعي عينات الدم والبول من الضحايا واتصلت بمكتب المدعي العام والخدمة الوطنية لجودة النبات والبذور والصحة ووزارة البيئة. بدأ مكتب المدعي العام التحقيق ووصل مفتشون حكوميون في 13 يناير/ كانون الثاني. وثقوا العديد من الانتهاكات للقوانين البيئية، ووجدوا أن عمليات زراعة فول الصويا الموسعة التي تحد مزرعة الأسرة لم تفصل عن طريق المناطق العازلة المطلوبة. كما زرع فول الصويا حتى أطراف ممرات المجتمع ولم تكن هناك شرائح واقية من الغطاء النباتي لحماية السكان من المبيدات الحشرية. أجرى المفتشون اختبارات على المواد الكيميائية ووجدوا أدلة على وجود مبيدات حشرية زراعية مقيدة أو محظورة في مياه آبار عائلة بورتيلو كاسيريس، بما في ذلك الألدرين والليندين والإندوسلفان. كان تركيز الليندين، وهو مادة كيميائية مرتبطة بظهور ليمفوما اللاهودجكين، ثلاثة أضعاف الحد الذي وضعته منظمة الصحة العالمية للبشر.
كانت شركتا زراعة فول الصويا حول ييروتي، وهما كوندور SA / KLM SA (Condor Agricola) و هيرمانوس غاليرا Agrovalle del Sol SA / ايمرسون شنين (Hermanos Galhera) مملوكة للبرازيليين ووجدت أنها متورطة في ممارسات إهمال. توفر شركة هيرمانوس غاليرا فول الصويا للشركات الزراعية متعددة الجنسيات ADM وCargill وBunge Limited . وخلص التحقيق إلى أن مصادر المياه العذبة قد تلوثت بمخلفات كيميائية بسبب "سوء إدارة حاويات المواد الكيميائية المنتشرة على الأرض". لم يكن لدى الشركات تصاريح بيئية لعملياتها وكانت تغسل معدات الرش في الجداول المحلية. وبحسب أحد المفتشين، "لم يستوف أي منهما أبسط المعايير الأساسية للرقابة البيئية". غُرمت الشركتان، لكنهما نفيا مسؤوليتهما، وأُسقطت قضيتهما لاحقًا بعد استئناف.

## التاريخ القانوني

### مقاطعة كوروغواتي
رفعت عائلة بورتيلو كاسيريس وعائلات زراعية أخرى تأثرت بالتسمم دعوى حماية الحقوق الدستورية في 14 يناير 2011، وهي إجراء قانوني لحماية الحقوق الدستورية. بينما طلب المدعي العام ميغيل أنخيل روخاس مرارًا وتكرارًا تشريح جثة بورتيلو كاسيريس والسجلات الطبية للضحايا، إلا أنه لم يستلمها. كما استبعد الدليل على احتواء مياه البئر على كيماويات زراعية من التحقيق. في حين اتهم سبعة مواطنين برازيليين في القضية، لم يكن أي منهم مديرًا أو مالكًا لمزارع هيرمانوس غاليرا أو كوندور أجريكولا. قضت محكمة مقاطعة كوروغواتي في 15 نيسان / أبريل 2011 بأن كلاً من إدارة جودة النباتات والبذور الوطنية والخدمات الصحية وكذلك وزارة البيئة قد أخفقتا في أداء واجباتهما وأتاحت التسبب في إلحاق ضرر بدني جسيم بالمشتكين.
استمرت شركات زراعة فول الصويا في استخدام كميات كبيرة من مبيدات الآفات دون تدابير أو تصاريح لحماية البيئة على الرغم من قرار المحكمة. تجاهلت دولة باراغواي مطالبات عائلة بورتيلو كاسيريس لمدة ثلاث سنوات. ثم قدمت نورما، شقيقة روبين، مع ضحايا آخرين للتسمم الكيميائي الزراعي، التماسًا إلى لجنة حقوق الإنسان التابعة للأمم المتحدة.

### لجنة الأمم المتحدة لحقوق الإنسان
قررت لجنة حقوق الإنسان مقبولية الشكوى قبل النظر في الأسس الموضوعية للقضية. وقالت باراغواي إن أصحاب الشكوى لم يستنفدوا سبل الانتصاف المحلية وأن لجنة حقوق الإنسان ليس لها اختصاص موضوعي لأن العهد الدولي الخاص بالحقوق المدنية والسياسية لا يعترف بالحق في بيئة صحية. وجدت لجنة حقوق الإنسان أن الشكوى مقبولة، مشيرة إلى عدم إحراز تقدم في القضية على مدى ثماني سنوات، وأشارت إلى أن الادعاء يتعلق بالحق في الحياة والحياة الخاصة والعائلية والمنزل.
أصدرت لجنة حقوق الإنسان قرارًا بتاريخ 9 أغسطس / آب 2019. وخلصت اللجنة إلى أن استجابة حكومة باراغواي للتبخير غير القانوني كانت غير كافية وانتهكت حقوق الإنسان للضحايا. وجد القرار أن الحكومة انتهكت على وجه التحديد الحق في الحياة، والحق في الحياة الأسرية، والحق في التعويض عن الأذى. وذكر القرار أنه "بعد أكثر من ثماني سنوات على الإبلاغ عن الأحداث، لم تحرز التحقيقات أي تقدم" وأكد على فشل باراغواي في إجراء تشريح لجثة روبن على الرغم من الطلبات للقيام بذلك في أربع مناسبات منفصلة. كما أشار القرار إلى أن حكومة باراغواي لم تنشر نتائج تحاليل البول والدم التي أجريت على الضحايا.
وأدان القرار حكومة باراغواي لفشلها في معاقبة الشركات المتورطة وأمر الدولة بـ "إجراء تحقيق فعال وشامل في عمليات التبخير بالكيماويات الزراعية" و "فرض عقوبات جنائية وإدارية على جميع الأطراف المسؤولة". على وجه التحديد، أدركت اللجنة أن فشل الدولة في اتخاذ إجراءات ضد الأضرار البيئية يمكن أن ينتهك التزاماتها بحماية الحق في الحياة والحياة الخاصة والعائلية بموجب المادتين 6 و17 من العهد الدولي الخاص بالحقوق المدنية والسياسية. كانت باراغواي أول دولة في العالم تدينها لجنة الأمم المتحدة لحقوق الإنسان لوفاة شخص من جراء التسمم بالمبيدات الحشرية. يمثل القرار المرة الأولى التي تعترف فيها لجنة حقوق الإنسان التابعة للأمم المتحدة بوجود صلة بين الحق في الحياة بكرامة وحماية البيئة. اعتمد القرار على التعليق العام رقم 36 الذي تم اعتماده مؤخرًا بشأن الحق في الحياة، والذي يتضمن لغة تتعلق بالعلاقة بين حقوق الإنسان والبيئة.

## ما بعد الكارثة
في حين أن باراغواي كانت معاقبة من قبل الأمم المتحدة في القضية، إلا أنه كان في نهاية المطاف إجراء شكلي. لم تصدر عقوبة لوفاة روبين اعتبارًا من عام 2022 واستمرت زراعة فول الصويا الصناعية حتى حدود مزرعة العائلة. تواصل كل من كوندور اكريكولا و هيرمانوس غاليرا العمليات الزراعية في منطقة ييرتي.
في قضية بينيتو أوليفيرا بيريرا وآخرون. الخامس هناك رأي آخر للجنة حقوق الإنسان في عام 2021. وجدت باراغواي أن استخدام مبيدات الآفات على نطاق واسع من قبل الشركات الزراعية قد انتهك حقوق مجتمع كامبو أغوا الأصلي لشعب آفا غواراني في أراضيهم وإقامتهم. كانت قضية بيريرا رمزية لأنه، لأول مرة، طُبق مفهوم "الموطن" على مجتمع من الشعوب الأصلية فيما يتعلق بعلاقته الجوهرية بأرضه وإقليمه.

## أنظر أيضا
- تيتيوتا ضد الرئيس التنفيذي لوزارة الأعمال والابتكار والتوظيف

## روابط خارجية
- نص القرار الكامل
- فيديو يتضمن مقابلات مع أفراد الأسرة، جلوبال ويتنس